# Apogonia uelleana
Apogonia uelleana är en skalbaggsart som beskrevs av Brenske 1899. Apogonia uelleana ingår i släktet Apogonia och familjen Melolonthidae. Inga underarter finns listade i Catalogue of Life.